# MGM Resorts International
MGM Resorts International (anciennement MGM MIRAGE) est un groupe de loisirs américain, dont l'actionnaire majoritaire était l'américain Kirk Kerkorian au travers de sa société Tracinda. Son siège est basé à Las Vegas, dans le Nevada.
MGM Resorts possède les plus prestigieux hôtels-casinos de Las Vegas, dont l'hôtel Mandalay Bay, les complexes de loisirs Primm Valley Resorts et Beau Rivage. MGM Mirage a aussi des casinos à Reno (Sylver Legacy et Circus-Circus Reno). Le groupe exploite aussi la franchise MGM Grand à Détroit et à Darwin en Australie.
MGM Resorts a construit un CityCenter sur le Las Vegas Strip.

## Histoire
En octobre 2019, MGM Resorts annonce la vente des murs du Bellagio et du Circus Circus, tout en restant l'exploitant, pour respectivement 4,25 et 0,825 milliards de dollars.
En août 2021, MGM Resorts annonce la vente de sa filiale MGM Growth Properties à VICI Properties pour 17,2 milliards de dollars reprise de dettes incluse. En décembre 2021, MGM Resorts annonce la vente pour 1,08 milliard de dollars du Mirage à Hard Rock International, entreprise possédant la chaine Hard Rock Cafe.
En mai 2022, MGM Resorts annonce l'acquisition de LeoVegas, une entreprise suédoise de pari, pour 607 millions de dollars.
En septembre 2023, la société fait l'objet  d'une attaque par rançongiciel de  la part du groupe de hackers BlackCat.

## Les participations du groupe MGM Resorts international à Las Vegas
- Bellagio
- Circus Circus
- Excalibur
- Luxor
- Mandalay Bay
- Delano Las Vegas
- MGM Grand Las Vegas
- The Mirage
- Park MGM
- New York - New York
- Railroad Pass
- Vdara & Aria, faisant partie du City-Center.
- T-Mobile Arena
- MGM Grand Arena
- Mandalay Bay Convention Center
- Las  Vegas Festival Grounds

## Les autres participations du groupe MGM Resorts international aux États-Unis

### Nevada
Reno :
- Circus Circus Reno
- Silver Legacy

### États-Unis
- Gold Strike (Missisipi)
- Beau Rivage Biloxi (Missisipi)
- Borgata Atlantic City
- MGM Grand Detroit
- MGM National Harbor
- MGM Northfield Park (Ohio)
- MGM Springfield (Massachusetts)
- Yonkers Raceway
- Terrains de Golf dans le Nevada

## Dans le monde
- MGM Cotai
- MGM Macao
- Diaoyutai

## Controverse
MGM Resorts International a été critiqué pour avoir intenté une action en justice le 18 juillet 2018 contre les survivants et les proches des victimes du massacre du 1er octobre 2017 à Las Vegas. MGM a affirmé que, puisqu'elle a fait appel aux services de sécurité de Contemporary Services Corporation, un fournisseur certifié par le département de la Sécurité intérieure des États-Unis au moment de la fusillade du 1er octobre, toute procédure devrait se dérouler devant un tribunal fédéral où MGM est protégée de toute responsabilité en vertu du Support Anti-Terrorism by Fostering Effective Technologies Act, également connu sous le nom de Safety Act. MGM a déclaré qu'elle était assurée à hauteur de 751 millions de dollars pour le règlement du procès, qui, selon elle, sera réglé en mai 2020. Robert Englet, avocat de certains des survivants, décrit la demande reconventionnelle comme une tentative d'obtenir un juge plus favorable. Brian Claypool, un autre avocat des survivants, a qualifié les poursuites de "cauchemar de relations publiques". L'action controversée de MGM a suscité une levée de boucliers de la part des survivants de la fusillade, des membres de la famille des victimes, des législateurs et des médias de l'État de New York, exhortant la New York State Gaming Commission d'empêcher MGM de conclure son accord de 850 millions de dollars pour l'achat d'Empire City Casino et Yonkers Raceway à Yonkers, New York, accord qui devait être conclu en janvier 2019,. En octobre 2019, MGM a accepté de verser aux victimes et aux survivants jusqu'à 800 millions de dollars.

## Prix et reconnaissance
L'entreprise continue d'être largement reconnue pour ses initiatives en matière de diversité et d'inclusion, telles que: 40 meilleures entreprises pour la diversité (Black Enterprise Magazine) en 2012,,, Meilleurs endroits où travailler pour l'égalité LGBT (Human Rights Campaign Foundation) en 2013, Top 10 des entreprises régionales (DiversityInc) en 2014, Top 10 des entreprises pour les Latinos (DiversityInc Magazine),, et top 100 des entreprises pour les étudiants en MBA (Universum Global) en 2014. Fortune a nommé MGM Resorts l'une des entreprises les plus admirées au monde.